# Os Filhos de Ivanovo
Os Filhos de Ivanovo (dt.: Die Kinder von Iwanowo) ist ein Dokumentarfilm des portugiesischen Produzenten und Regisseurs Ivan Dias aus dem Jahr 2003. 

## Handlung
1933 errichteten Textilarbeiter in Iwanowo ein Heim für Kinder aus Kriegs- und Bürgerkriegsgebieten, das Internacionalny Dom (internationales Haus). Das unter der Abkürzung Interdom bekannte Heim der Internationalen Roten Hilfe erhielt später Schuleinrichtungen. Auch einige Dutzend portugiesische Kinder wurden von ihren Eltern dorthin entsandt, meist inhaftierte oder überwachte kommunistische Oppositionelle des repressiven Estado Novo-Regimes. Der Portugiese José Serra lebte dort von 1968 bis 1974, als die Nelkenrevolution die portugiesische Diktatur stürzte. Anlässlich des 70. Geburtstages des Interdom besuchte Serra das Haus, und der portugiesische Regisseur Ivan Dias drehte mit ihm diesen Dokumentarfilm.
Dias und Serra zeigen anhand von Archivaufnahmen und Erlebnisberichten ehemaliger Bewohner des Interdoms Entstehung und Leben des Heims, aber auch dessen administrative und innere Veränderung seit der Perestroika. José Serra unterhält sich mit heutigen Schulkindern und einigen seiner ehemaligen Schulkameraden verschiedener Nationalitäten, in ihrer gemeinsamen zweiten Muttersprache Russisch. In ihren Erinnerungen und Erläuterungen mischt sich auch die Nostalgie einer etwas anderen, dabei als behütet und solidarisch bezeichneten Kindheit. Auch die heutige, von Schließung bedrohte Einrichtung und die Probleme unter den dort lebenden heutigen Kindern werden gezeigt, die bei allen pädagogischen Anstrengungen auch Drogenmissbrauch und Perspektivlosigkeit nicht auszuschließen vermögen. Kommunalpolitiker, ehemalige Schüler und Lehrer werden dabei ebenfalls befragt, und schließlich wird die vorerst abgewendete Schließung durch die Integration der Schule in das zentrale staatliche Schulsystem gezeigt.

## Rezeption
Der Film wurde am 28. Juni 2003 vom öffentlich-rechtlichen Fernsehen der RTP gezeigt, zum 70. Jahr des Bestehens des Interdom.
Os Filhos de Ivanovo wurde 2010 als DVD veröffentlicht, bei ZON/Lusomundo (Nr. 1786/2010). Als Bonusmaterial ist ein Wiedersehen bei einem Treffen verschiedener ehemaliger Schüler zu sehen. Auch andere Filme entstanden zu dem Thema, darunter die deutsche Produktion Interdom des irakischen Regisseurs Nasir Al-Jezairi aus dem Jahr 2006.